# Final Fight Championship
La Final Fight Championship (sigla FFC) è un'organizzazione di arti marziali miste (MMA) e Kickboxing.

## Paesi ospitanti
I paesi che finora hanno ospitato eventi FFC sono:
- Croazia
- Austria
- Bosnia-Erzegovina
- Grecia
- Macedonia
- Slovenia
- Stati Uniti